# Clerodendrum lindleyi
Clerodendrum lindleyi är en kransblommig växtart som beskrevs av Joseph Decaisne. Clerodendrum lindleyi ingår i släktet Clerodendrum och familjen kransblommiga växter. Utöver nominatformen finns också underarten C. l. paniculatum.